# Alois Plum
 Alois Plum, né le 2 mars 1935 à Mayence, en Rhénanie-Palatinat et mort le 13 août 2024, est un peintre. Il est connu pour ses peintures sur vitrail.

## Biographie

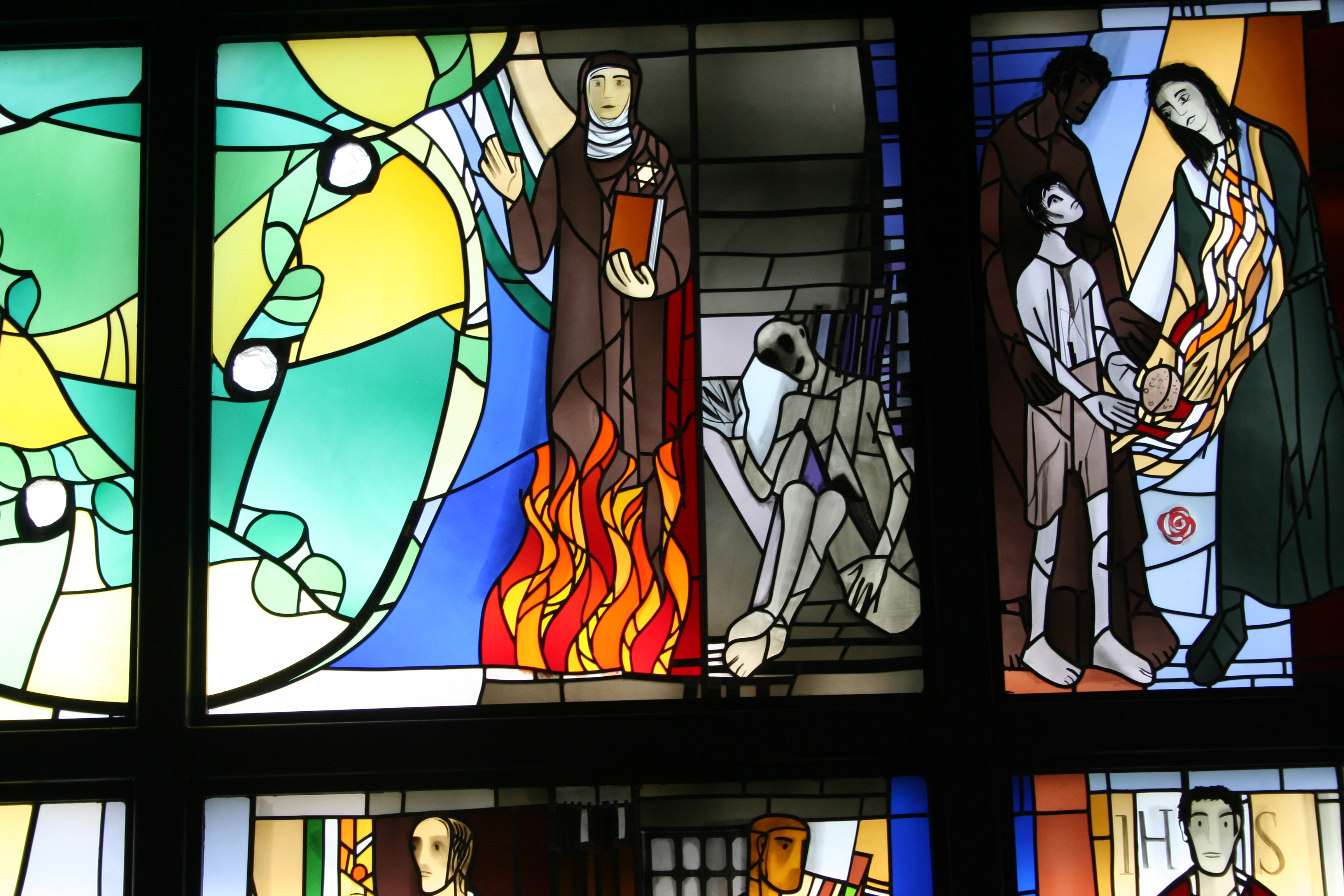
Frise avec Edith Stein, saint Maiximilien Kolbe et sainte Élisabeth de Hongrie ; peinture sur verre d'Alois Plum à l’église du Sacré-Cœur de Cassel.

Alois Plum est fils de l'artiste Josef Plum († 1988), peintre, dessinateur, créateur de paramentique et décorateur d'intérieur pour le milieu ecclésiastique. De 1951 à 1955, il étudie à la Landeskunstschule de Mayence. Il prend part à l'Académie internationale d'été de Salzbourg, avec Oskar Kokoschka. De 1955 à 1957, il étudie avec Georg Meister à l’Académie des beaux-arts de Düsseldorf, et à partir de 1957 il est à Mayence.
En 1957, Plum est de retour à Mayence et travaille comme artiste indépendant. Son œuvre est inspirée par la tradition chrétienne, que ce soit la peinture sur vitrail, la peinture murale, les mosaïques et aussi tabernacles, ambons et autres meubles de la liturgie. Plum est particulièrement connu pour son œuvre d'interprétation  des grands thèmes chrétiens en lien avec l'histoire locale et son intégration soignée du verre dans architecture de l'Église, en référence aux fonctions liturgiques de l'environnement.

## Œuvres

### Décoration
- Peintures murales dans l'église Saint-Kilian de Mainz-Kostheim, 1984

### Vitraux
- Réalisation d’un cycle de fenêtres de dix-neuf vitraux au plomb dans la claire-voie, dix vitraux dans le déambulatoire, deux dans le transept, quatre à la tour et onze à la collatéraux l'église Notre-Dame de Worms, en remplacement des vitraux détruits en 1943.
- Les vitraux dans l'église de l'Assomption à Mainz-Weisenau, 1965-2005.
- Les vitraux du chœur de l'église du Sacré-Cœur de Mombach, 1970
- Les vitraux de l'église Saint-Martin (Kaiserslautern), 1978-1979
- Vitraux à la cathédrale Saint-Sébastien de Magdeburg, 2000 [9].
- Les vitraux de l'église de la Sainte Trinité  (Berlin-Lankwitz), 2002-2005